# Elachertus isadas
Elachertus isadas är en stekelart som först beskrevs av Walker 1839.  Elachertus isadas ingår i släktet Elachertus och familjen finglanssteklar. Arten är reproducerande i Sverige. Inga underarter finns listade i Catalogue of Life.